# Willem Richard Boer

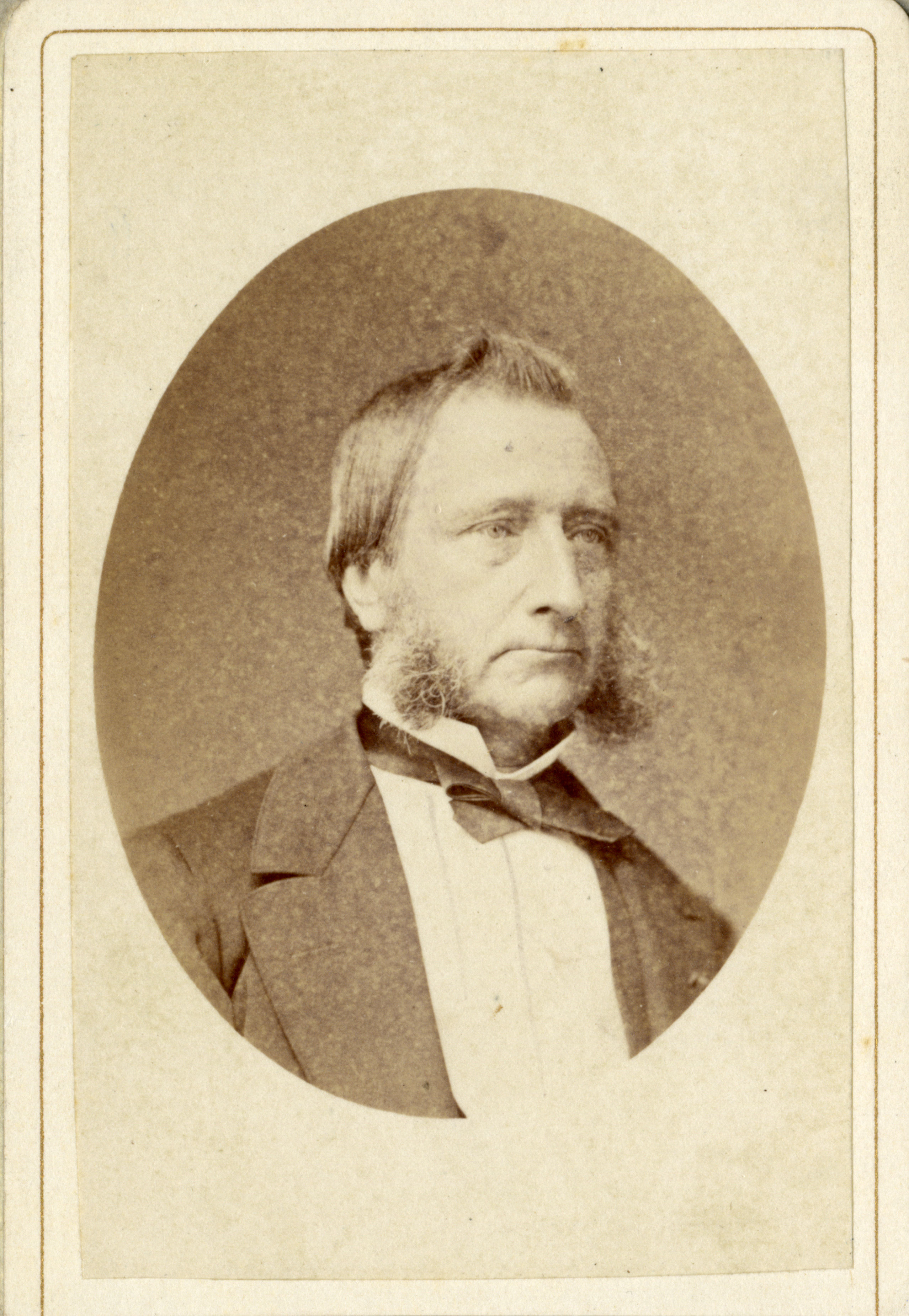
Portret van Willem Richard Boer

Willem Richard Boer (Rotterdam, 4 april 1818 - Utrecht, 24 oktober 1894) was een Nederlandse advocaat in de stad Utrecht. Later werd hij gemeenteraadslid, wethouder en burgemeester van Utrecht.
Hij was zoon van Richard Boer en Wilhelmina Petronella van der Sprenkel. In 1853 trouwde hij met Anna Petronella Vollenhoven. In 1846 promoveerde Boer cum laude in de rechtsgeleerdheid aan de Universiteit Utrecht. Van 1878 tot 1891 was hij burgemeester van de stad Utrecht.
- Biografisch Portaal: 30416127
- Digitale Bibliotheek voor de Nederlandse Letteren: boer044
- Gemeinsame Normdatei: 1055189823
- International Standard Name Identifier: 0000 0003 9708 3756
- Nederlandse Thesaurus van Auteursnamen: 068886845
- Parlement.com: vhjv18k95pjv
- Virtual International Authority File: 292185921